# Festival internazionale del cinema di Adalia
Il Festival internazionale del cinema di Adalia (Uluslararası Antalya Film Festivali) è il principale premio cinematografico turco, creato nel 1964, con sede nella città di Adalia. Dal 2009 l'evento si svolge presso la Fondazione di Adalia per la cultura e le arti.

## Giuria
La giuria è composta da nove personalità del mondo del cinema e delle arti, affiancate da una giuria tecnica che ha la funzione di supporto nella valutazione delle opere.

## Premi

### Premi nazionali
I premi, denominati Altın Portakal (Arancio d'oro) sono assegnati alle categorie:
- Miglior film
- Miglior regista
- Migliore sceneggiatura
- Migliore attrice
- Miglior attore
- Migliore attrice non protagonista
- Miglior attore non protagonista
- Migliore fotografia
- Miglior montaggio
- Miglior musica
- Migliori costumi

### Premi internazionali
- Miglior film internazionale
- Miglior regista internazionale
- Migliore sceneggiatura internazionale
- Migliore attrice internazionale
- Migliore attore internazionale
- Miglior musica internazionale